# Ben Kanute
Ben Kanute (* 14. Dezember 1992 in Harvey, Illinois) ist ein US-amerikanischer Triathlet und zweifacher sowie Vizeweltmeister auf der Triathlon-Mitteldistanz (2017, 2022). Er wird als Zweiter geführt in der Bestenliste US-amerikanischer Triathleten auf der Ironman-Distanz.

## Werdegang
Ben Kanute fand als ältester von drei Brüdern als Achtjähriger zum Triathlon. Im Juni 2008 wurde er in Vancouver Triathlon-Weltmeister in der Altersklasse 16–19 auf der Sprintdistanz.
2015 wurde er nationaler Meister auf der Triathlon-Kurzdistanz. Ben Kanute startete bei den Olympischen Spielen in Rio de Janeiro und er belegte im August den 29. Rang.
Im September 2017 wurde er auf der Mitteldistanz Zweiter bei den Ironman 70.3 World Championships in Chattanooga. Seit 2018 startet er im Bahrain Elite Endurance Triathlon Team.
Im April 2019 konnte Kanute mit dem Ironman 70.3 California zum zweiten Mal ein Rennen auf der Mitteldistanz für sich entscheiden. Im September wurde er als zweitbester US-Amerikaner in Nizza Zehnter bei den Ironman 70.3 World Championships. Im März 2021 wurde der 28-Jährige Dritter bei der Challenge Miami auf der Halbdistanz (1,5 km Schwimmen, 60,3 km Radfahren und 16,9 km Laufen).
Ben Kanute startet im August 2021 für das im Collins Cup der Professional Triathletes Organisation zusammengestellte Team USA – zusammen mit Jackie Hering, Taylor Knibb Jocelyn McCauley, Skye Moench, Chelsea Sodaro, Katie Zaferes, Sam Long, Matt Hanson, Justin Metzler, Andrew Starykowicz und Rodolphe Von Berg.

### Ironman 70.3 Vizeweltmeister 2022
Im Oktober 2022 wurde der 29-Jährige in St. George Ironman 70.3 Vizeweltmeister.
Im November startete er beim Ironman Arizona erstmals auf der Langdistanz (3,86 km Schwimmen, 180,2 km Radfahren und 42,195 km Laufen) und belegte den dritten Rang.
Im Juni 2024 wurde der 31-Jährige Zweiter im Ironman 70.3 Mont-Tremblant hinter dem Kanadier Lionel Sanders.

## Sportliche Erfolge
| Datum/Jahr    | Rang | Wettbewerb                                   | Austragungsort | Zeit     | Bemerkung |
| ------------- | ---- | -------------------------------------------- | -------------- | -------- | --- |
| 15. Aug. 2021 | 1    | Escape from Alcatraz Triathlon               | San Francisco  |          | vierter Sieg |
| 10. Juni 2019 | 1    | Escape from Alcatraz Triathlon               | San Francisco  |          | |
| 12. Mai 2019  | 2    | ITU Triathlon World Cup                      | Chengdu        | 00:27:55 | |
| 3. Juni 2018  | 1    | Escape from Alcatraz Triathlon               | San Francisco  |          | |
| 19. Nov. 2017 | 1    | Island House Invitational Triathlon          | Nassau         |          | zweitägiger Wettkampf |
| 16. Juli 2017 | 2    | ITU Sprint Triathlon World Championship Team | Hamburg        |          | Vizeweltmeister im Team mit Matthew Mcelroy, Katie Zaferes und Kirsten Kasper                                                    |
| 11. Juni 2017 | 1    | Escape from Alcatraz Triathlon               | San Francisco  |          | |
| 20. Aug. 2016 | 29   | Olympische Spiele 2016                       | Rio de Janeiro | 01:48:59 | |
| 17. Juli 2016 | 1    | ITU Sprint Triathlon World Championship Team | Hamburg        |          | Weltmeister im Team – zusammen mit Gwen Jorgensen, Kirsten Kasper und Joe Maloy                                                  |
| 12. Juni 2016 | 3    | Escape from Alcatraz Triathlon               | San Francisco  |          | |
| 18. Sep. 2015 | 1    | USA Triathlon Elite National Championships   | Chicago        | 01:46:42 | Grand Final der ITU World Championship Series 2015 (Triathlon-Weltmeisterschaft auf der olympischen Distanz); Nationaler Meister |
| 8. Aug. 2015  | 2    | USA Sprint Triathlon National Championship   | Milwaukee      |          | 325 m Schwimmen, 4 km Radfahren, 1,5 km Laufen, 325 m Schwimmen, 4 km Radfahren, 1,5 km Laufen                                   |
| 21. Juli 2013 | 3    | ITU Sprint Triathlon World Championship Team | Hamburg        |          | Weltmeisterschaft im Team mit Sarah True, Gwen Jorgensen und Cameron Dye                                                         |
| 12. Apr. 2013 | 1    | USA Triathlon National Championships U23     | Tempe          |          | Nationaler U23-Meister |

| Datum/Jahr    | Rang | Wettbewerb                       | Austragungsort   | Zeit     | Bemerkung                                                                       |
| ------------- | ---- | -------------------------------- | ---------------- | -------- | ------------------------------------------------------------------------------- |
| 23. Juni 2024 | 2    | Ironman 70.3 Mont-Tremblant      | Mont-Tremblant   | 03:37:29 | verkürzte Schwimmdistanz                                                        |
| 29. Okt. 2022 | 2    | Ironman 70.3 World Championships | St. George       | 03:38:01 | Ironman 70.3 World Championships 2022, hinter dem Norweger Kristian Blummenfelt |
| 11. März 2022 | 3    | Clash Miami                      | Miami            | 02:42:31 | 1,7 km Schwimmen, 64,7 km Radfahren und 16,9 km Laufen                          |
| 30. Okt. 2021 | 1    | Ironman 70.3 California          | Oceanside        | 03:46:32 |                                                                                 |
| 18. Sep. 2021 | 6    | Ironman 70.3 World Championships | St. George       | 03:43:48 | hinter dem Norweger Gustav Iden                                                 |
| 12. März 2021 | 3    | Challenge Miami                  | Miami            | 02:41:35 |                                                                                 |
| 8. Sep. 2019  | 10   | Ironman 70.3 World Championships | Nizza            | 04:04:36 | [ 8 ]                                                                           |
| 6. Apr. 2019  | 1    | Ironman 70.3 California          | Oceanside        | 03:49:25 |                                                                                 |
| 2. Sep. 2018  | 4    | Ironman 70.3 World Championships | Port Elizabeth   | 03:42:44 |                                                                                 |
| 8. Apr. 2018  | 1    | Ironman 70.3 Texas               | Galveston Island | 03:43:44 |                                                                                 |
| 10. Sep. 2017 | 2    | Ironman 70.3 World Championships | Chattanooga      | 03:51:07 |                                                                                 |
| 19. März 2017 | 3    | Ironman 70.3 Puerto Rico         | San Juan         | 03:51:32 |                                                                                 |

| Datum/Jahr    | Rang | Wettbewerb      | Austragungsort | Zeit     | Bemerkung |
| ------------- | ---- | --------------- | -------------- | -------- | --------- |
| 26. Okt. 2024 | 31   | Ironman Hawaii  | Hawaii         | 08:19:08 |           |
| 25. Juni 2023 | 3    | Challenge Roth  | Roth           | 07:37:01 | [ 9 ]     |
| 20. Nov. 2022 | 3    | Ironman Arizona | Tempe          | 07:51:25 | [ 10 ]    |